# Paraleipsis
Bij paraleipsis (ook wel paralipsis, praeteritio of preteritio genoemd) zegt een schrijver of spreker niet op een bepaald onderwerp te willen ingaan, maar doet hij dat toch.
De spreker of schrijver bereikt met deze stijlfiguur een dubbel doel: hij werpt (een vaak ongunstig) licht op zijn onderwerp, maar probeert zich tegelijkertijd buiten schot te houden; hij wilde er immers niet op ingaan?
Het begrip draagt naar zijn aard dus een tegenstrijdigheid in zich: men zegt over iets te willen zwijgen, maar juist door dat zeggen is het zwijgen doorbroken. 
Die tegenstrijdigheid is meestal ook beoogd, en leidt er juist toe dat het aangeduide-en-verzwegene, hoe summier ook aangestipt, wordt benadrukt. De lezer of toehoorder kan er nieuwsgierig door worden, of er kan twijfel of argwaan worden gezaaid.

## Voorbeelden
- Om nou te zeggen dat het lelijk is, gaat mij te ver.
- Ik zal vandaag niet ingaan op de situatie rond ...
- ... om nu maar te zwijgen van...
- ... ik beweer niet dat hij een (...) is, maar...
- ... ik zal niet zeggen hoor, maar...

## Gebruik
Paraleipsis kan als stijlfiguur in literaire teksten en in toespraken worden gebruikt: vaak gaat het dan vooral om het benadrukkende effect.
Maar ook in debatten is deze figuur een effectieve retorische vorm. Daarbij kunnen, zoals in de voorbeelden is aangegeven, zelfs vaste wendingen worden gebruikt: woordgroepen die men als truc paraat heeft en die men gemakkelijk kan inpassen. Hier zal het beoogde effect wellicht eerder het oproepen van argwaan of twijfel zijn, terwijl de spreker moeilijk is aan te vallen op dingen die hij "niet gezegd heeft". 
Het effect is dan vergelijkbaar met wat televisiekijkers kennen uit Amerikaanse rechtbankdrama's: daarin stelt de pleiter een insinuerende vraag, wetend dat hij over de schreef gaat en door de rechter zal worden gecorrigeerd. Bij de jury blijft echter de beoogde indruk hangen.

## Shakespeare
Een complex en zeer bekend voorbeeld is de toespraak van Marcus Antonius in Shakespeares Julius Caesar, "Friends, Romans, countrymen, lend me your ears" ("Vrienden, Romeinen, burgers, leen mij 't oor"). In zijn lijkrede na de moord op Caesar zegt de spreker niet zozeer dat hij géén kritiek op Brutus heeft, hij gaat een stap verder en prijst Brutus en de zijnen: "So are they all, all honourable men" ("Dat zijn zij allen; allen achtenswaardig"). Bij herhaling hamert de spreker op hetzelfde aambeeld, houdt hij impliciet iedere kritiek terug, maar daarbij vermeldt hij wel wat voor talloze gronden er juist zouden zijn om die kritiek wél te uiten. Hij komt Caesar begraven, niet hem prijzen... maar hij doet niet anders! Het effect is dodelijk, de Romeinse toehoorders worden geheel meegesleept, de theaterbezoeker blijft met kippenvel achter.
Toch is er niets bewezen, noch over Caesar, noch over zijn moordenaar Brutus. Er is alleen maar gesuggereerd.